# فوسفاتاز البروتين 1

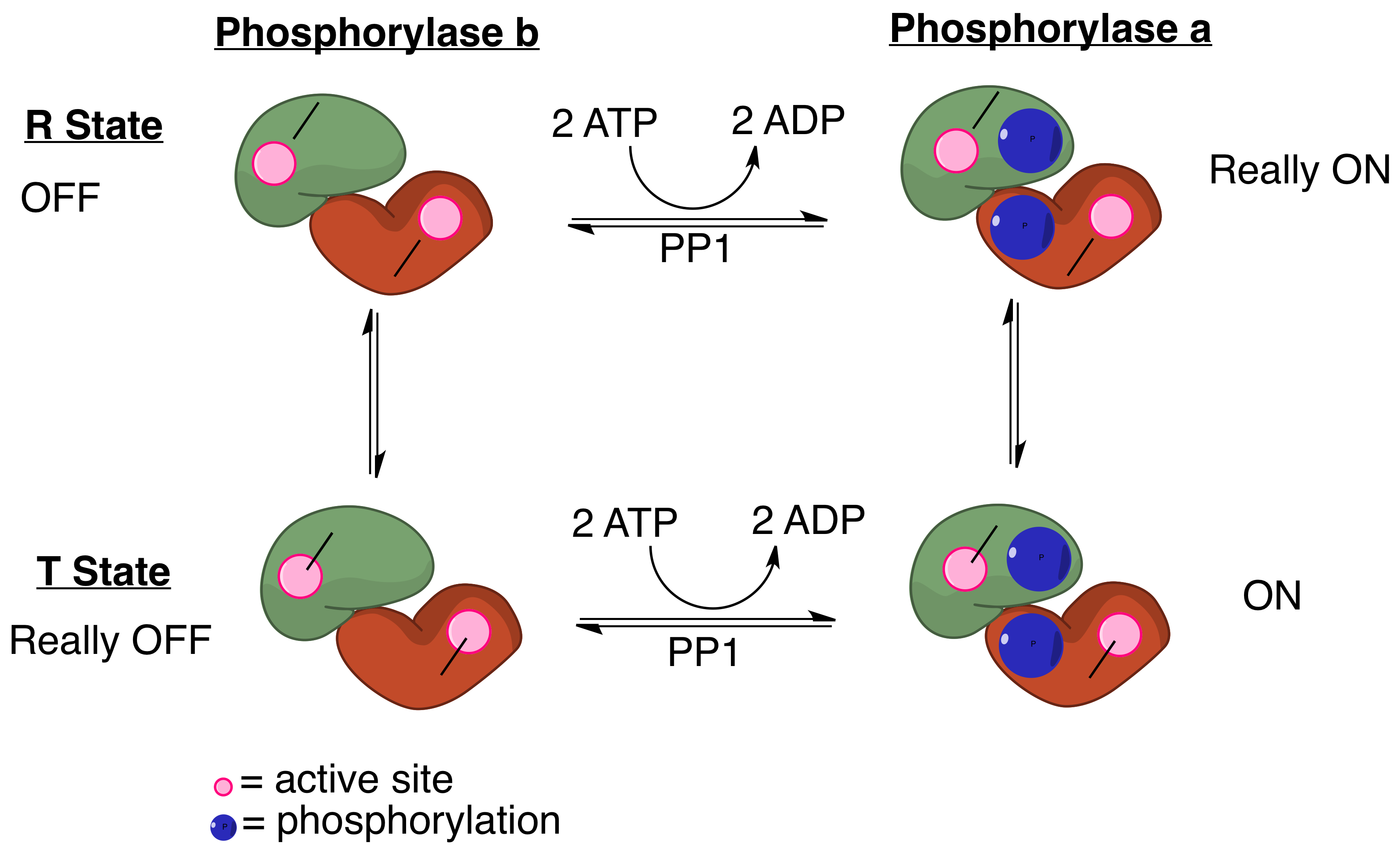
فوسفاتاز البروتين 1 له دور فعال في استقلاب الغليكوجين عبر دوره في التحويل البيني بين الفوسفوريلاز أ وب.

فوسفاتاز البروتين 1 (PP1) ينتمي إلى فئة من الفوسفاتازات المعروفة باسم فوسفاتاز البروتين سيرين/ثريونين [الإنجليزية]. وتشمل هذا الفئة من الفوسفاتازات فوسفاتاز البروتين المعتمد على الفلز، والفوسفاتاز المعتمد على الأسبارتات. فوسفاتاز البروتين 1 مهم في التحكم بعملية استقلاب الغليكوجين، انقباض العضلات، نمو الخلية، النشاطات العصبونية، وصل الرنا، الاستماتة، تركيب البروتين وتنظيم القنوات والمستقبلات الغشائية.

## البنية
يحتوي إنزيم فوسفاتاز البروتين 1 على وحدة فرعية محفِّزة وعلى الأقل وحدة فرعية منظِّمة. تتكون الوحدة الفرعية المحفزة من نطاق مفرد وزنه 30 كدا يمكنه تشكيل مركبات مع وحدات فرعية تنظيمية أخرى. الوحدة الفرعية المحفزة عالية الانحفاظ بين حقيقيات النوى، ويشير ذلك إلى آلية تحفيزية عامة. تشكل الوحدة الفرعية المحفزة مركبات مع مختلف الوحدات الفرعية المنظِّمة. تلعب هذه الوحدات الفرعية المنظمة دورا مهما في انتقائية الركيزة وكذلك في تكون الأحياز الخلوية [الإنجليزية]. من بين الوحدات الفرعية المنظمة الشائعة يوجد: GM (PPP1R3A) وGL (PPP1R3B) التي سُميت تبعا لموقعها داخل الجسم (عضلات M وكبد L على التوالي). ترمِّز خميرة الجعة وحدة فرعية محفزة واحدة فقط، أما الثدييات فتملك أربع نظائر ترمّز بواسطة ثلاثة جينات، وكل منها يتآثر مع مجموعة مختلفة من الوحدات الفرعية التنظيمية.

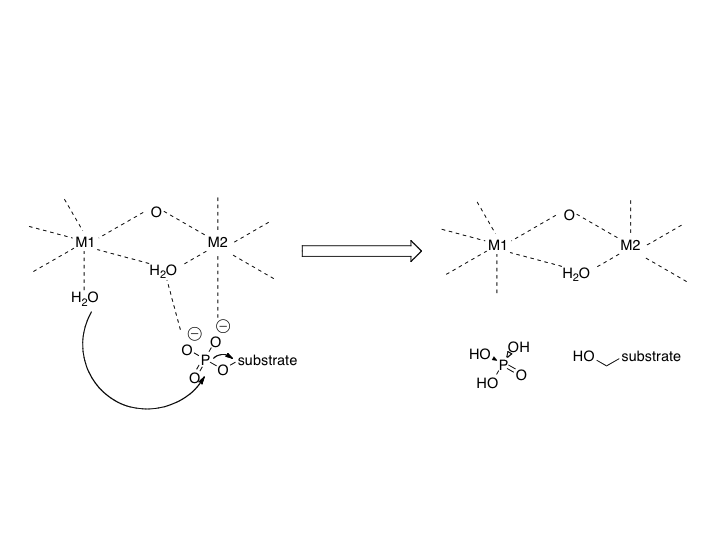
تتضمن الآلية التحفيزية لفوسفاتاز البروتين 1 أيونين فلزيين وجزيء ماء.

بيانات البنية الخاصة بالوحدة الفرعية المحفزة لفوسفاتاز البروتين 1 باستخدام علم البلورات السيني متوفرة. وتشكل هذه الوحدة الفرعية المحفزة  تطوي α/β [الإنجليزية] مع سندويش بيتا [الإنجليزية] متموضع بين نطاقي لولب ألفا. تشكل تآثرات صحائف بيتا الثلاث الخاصة بسندويش بيتا قناة للنشاط التحفيزي، لكونها موقع تناسق الأيونات الفلزية. تم تحديد هذه الأيونات الفلزية على أنها: منغنيز Mn وحديد Fe وتناسقها يتم بواسطة ثلاث جزيئات هستيدين وجزيئتي حمض الأسبارتيك وواحدة أسبرجين.

### الآلية
تشتمل آلية التحفيز على ارتباط أيونين فلزيين وجزيئة ماء منشطة، الأمر الذي يؤدي إلى بدء تآثر محب للنواة على ذرة الفوسفور.